# Cebio Soukou
Cebio Soukou (Bochum, Alemania, 2 de octubre de 1992) es un futbolista beninés. Juega de centrocampista y su equipo es el Ümraniyespor de la TFF Primera División.

## Trayectoria
En junio de 2019 fichó por dos años por el Arminia Bielefeld de la 2. Bundesliga, luego de hacer su carrera en entre segunda y cuarta división del fútbol alemán.

## Selección nacional
Es internacional absoluto con la selección de Benín desde 2019. Debutó el 24 de marzo de contra Togo en la clasificación para la Copa Africana de Naciones de 2019.
Jugó la Copa Africana de Naciones 2019, en la que su selección alcanzó los cuartos de final.

## Estadísticas
Actualizado al último partido disputado el 10 de mayo de 2025.
| Club                                                        | Div.          | Temporada     | Liga  | Liga  | Copas nacionales(1) | Copas nacionales(1) | Copas internacionales | Copas internacionales | Total | Total |
| Club                                                        | Div.          | Temporada     | Part. | Goles | Part.               | Goles               | Part.                 | Goles                 | Part. | Goles |
| ----------------------------------------------------------- | ------------- | ------------- | ----- | ----- | ------------------- | ------------------- | --------------------- | --------------------- | ----- | ----- |
| VfL Bochum II · Alemania                                    | 4.ª           | 2011-12       | 11    | 0     | —                   | —                   | —                     | —                     | 11    | 0     |
| VfL Bochum II · Alemania                                    | Total club    | Total club    | 11    | 0     | 0                   | 0                   | 0                     | 0                     | 11    | 0     |
| Rot-Weiss Essen · Alemania                                  | 4.ª           | 2012-13       | 25    | 4     | —                   | —                   | —                     | —                     | 25    | 4     |
| Rot-Weiss Essen · Alemania                                  | 4.ª           | 2013-14       | 0     | 0     | —                   | —                   | —                     | —                     | 0     | 0     |
| Rot-Weiss Essen · Alemania                                  | 4.ª           | 2014-15       | 18    | 4     | —                   | —                   | —                     | —                     | 18    | 4     |
| Rot-Weiss Essen · Alemania                                  | 4.ª           | 2015-16       | 13    | 3     | 1                   | 0                   | —                     | —                     | 14    | 3     |
| Rot-Weiss Essen · Alemania                                  | Total club    | Total club    | 56    | 11    | 1                   | 0                   | 0                     | 0                     | 57    | 11    |
| F. C. Erzgebirge Aue · Alemania                             | 3.ª           | 2015-16       | 16    | 2     | 0                   | 0                   | —                     | —                     | 16    | 2     |
| F. C. Erzgebirge Aue · Alemania                             | 2.ª           | 2016-17       | 28    | 2     | 1                   | 0                   | —                     | —                     | 29    | 2     |
| F. C. Erzgebirge Aue · Alemania                             | 2.ª           | 2017-18       | 14    | 4     | 1                   | 0                   | —                     | —                     | 15    | 4     |
| F. C. Erzgebirge Aue · Alemania                             | Total club    | Total club    | 58    | 8     | 2                   | 0                   | 0                     | 0                     | 60    | 8     |
| F. C. Hansa Rostock · Alemania                              | 3.ª           | 2018-19       | 33    | 10    | 1                   | 1                   | —                     | —                     | 34    | 11    |
| F. C. Hansa Rostock · Alemania                              | Total club    | Total club    | 33    | 10    | 1                   | 1                   | 0                     | 0                     | 34    | 11    |
| Arminia Bielefeld · Alemania                                | 2.ª           | 2019-20       | 31    | 5     | 1                   | 1                   | —                     | —                     | 32    | 6     |
| Arminia Bielefeld · Alemania                                | 1.ª           | 2020-21       | 14    | 1     | 1                   | 0                   | —                     | —                     | 15    | 1     |
| Arminia Bielefeld · Alemania                                | Total club    | Total club    | 45    | 6     | 2                   | 1                   | 0                     | 0                     | 47    | 7     |
| SV Sandhausen · Alemania                                    | 2.ª           | 2021-22       | 27    | 4     | 1                   | 0                   | ―                     | ―                     | 28    | 4     |
| SV Sandhausen · Alemania                                    | 2.ª           | 2022-23       | 13    | 1     | 1                   | 0                   | ―                     | ―                     | 14    | 1     |
| SV Sandhausen · Alemania                                    | Total club    | Total club    | 40    | 5     | 2                   | 0                   | 0                     | 0                     | 42    | 5     |
| Bandırmaspor Turquía                                        | 2.ª           | 2022-23       | 14    | 5     | ―                   | ―                   | ―                     | ―                     | 14    | 5     |
| Bandırmaspor Turquía                                        | 2.ª           | 2023-24       | 28    | 2     | 3                   | 0                   | ―                     | ―                     | 31    | 2     |
| Bandırmaspor Turquía                                        | Total club    | Total club    | 42    | 7     | 3                   | 0                   | 0                     | 0                     | 45    | 7     |
| Ümraniyespor Turquía                                        | 2.ª           | 2024-25       | 33    | 6     | 1                   | 0                   | ―                     | ―                     | 34    | 6     |
| Ümraniyespor Turquía                                        | Total club    | Total club    | 33    | 6     | 1                   | 0                   | 0                     | 0                     | 34    | 6     |
| Total carrera                                               | Total carrera | Total carrera | 318   | 53    | 12                  | 2                   | 0                     | 0                     | 330   | 55    |
| (1) Incluye datos de la Copa de Alemania y Copa de Turquía. |               |               |       |       |                     |                     |                       |                       |       |       |

## Palmarés

### Títulos nacionales
| Título        | Club              | País     | Año     |
| ------------- | ----------------- | -------- | ------- |
| 2. Bundesliga | Arminia Bielefeld | Alemania | 2019-20 |